# W domu innego
W domu innego (ang. The Aftermath) – brytyjsko-niemiecko-amerykański film dramatyczny z 2019 roku w reżyserii Jamesa Kenta. Scenariusz oparto na powieści Rhidiana Brooka pod tym samym tytułem.

## Obsada
- Keira Knightley jako Rachael Morgan
- Alexander Skarsgård jako Stefan Lubert
- Jason Clarke jako Lewis Morgan
- Martin Compston jako Burnham
- Alexander Scheer jako Siegfried Leitmann
- Anna Katharina Schimrigk jako Heike
- Kate Phillips jako Susan
- Fionn O'Shea jako Barker

## Fabuła
Akcja filmu rozgrywa się w 1946 roku w powojennych Niemczech. Rachael Morgan przybywa do zrujnowanego Hamburga, by dołączyć do swojego męża Lewisa, który jest brytyjskim pułkownikiem. Ma on za zadanie odbudować miasto. Przeżywa jednak szok, gdy dowiaduje się, że Lewis zdecydował się dzielić dom z jego poprzednim właścicielem oraz jego buntowniczą córką. Jednak przepełniona napięciem i żalem atmosfera wkrótce przemija.

## Produkcja
Główne zdjęcia do filmu rozpoczęły się w styczniu 2017 roku w Pradze Pozostałe realizowano na dworcu kolejowym w Rheinsbergu w Brandenburgii oraz gminie Travenbrück w Niemczech. Hamburskie wnętrza nakręcono na zamku Tralau. Wcześniej pomieszczenia starannie przerobiono, aby pełniły funkcję filmowej willi.
Premiera filmu odbyła się 26 lutego 2019 roku podczas Festiwalu Filmowego w Glasgow.